# Diamant de Nova Guinea
El diamant de Nova Guinea (Erythrura papuana) és un ocell de la família dels estríldids (Estrildidae).

## Hàbitat i distribució
Habita praderies i vegetació secundària de les muntanyes de Nova Guinea, des del Vogelkop fins les disctrictes del sud-est.